# Hippeastrum morelianum
Hippeastrum morelianum é uma espécie de planta da família Amaryllidaceae encontrada no sudoeste do Brasil .